# Oost-Souburg

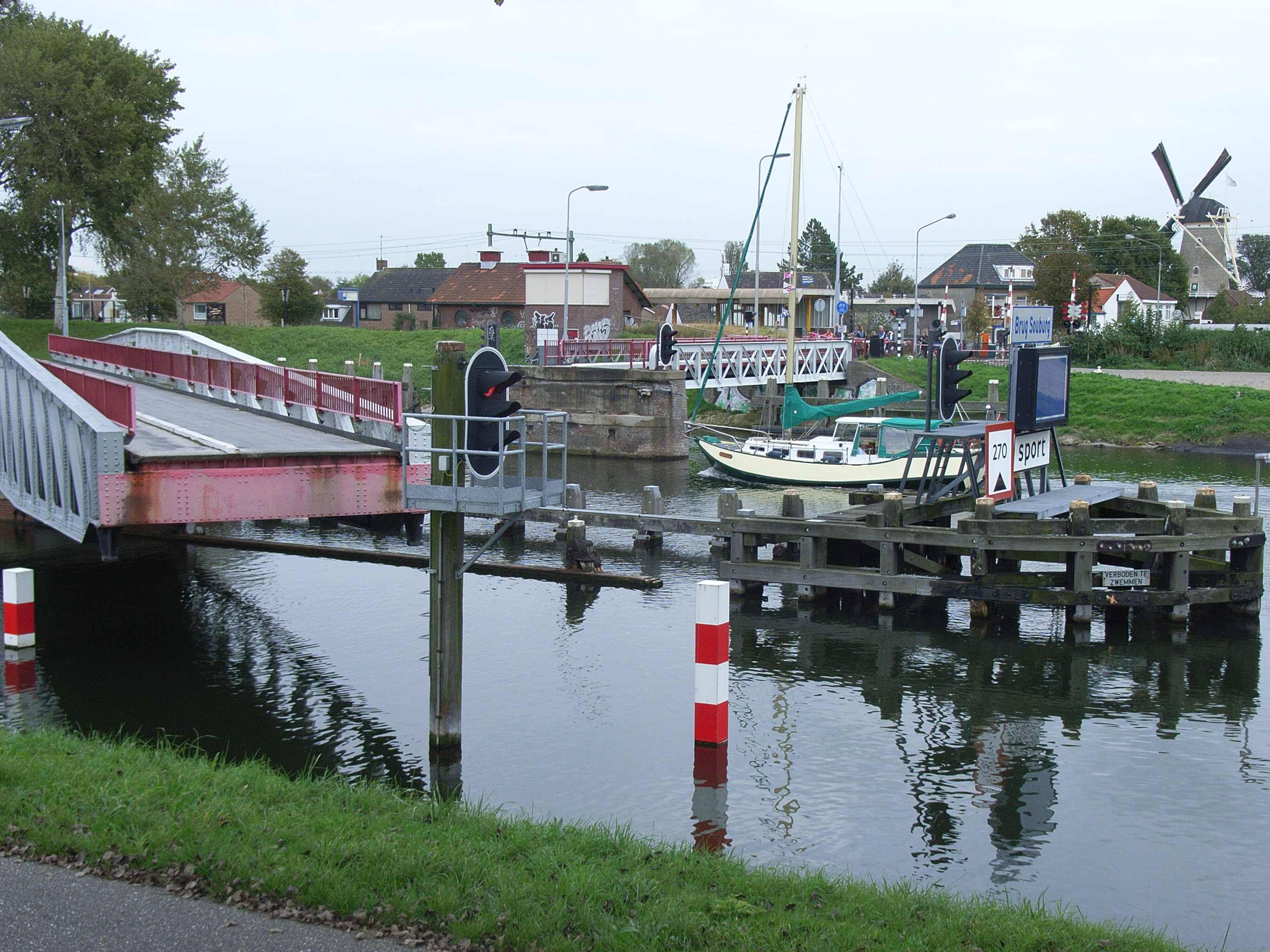
Blick auf Oost-Souburg mit Kanal und Bahnhof

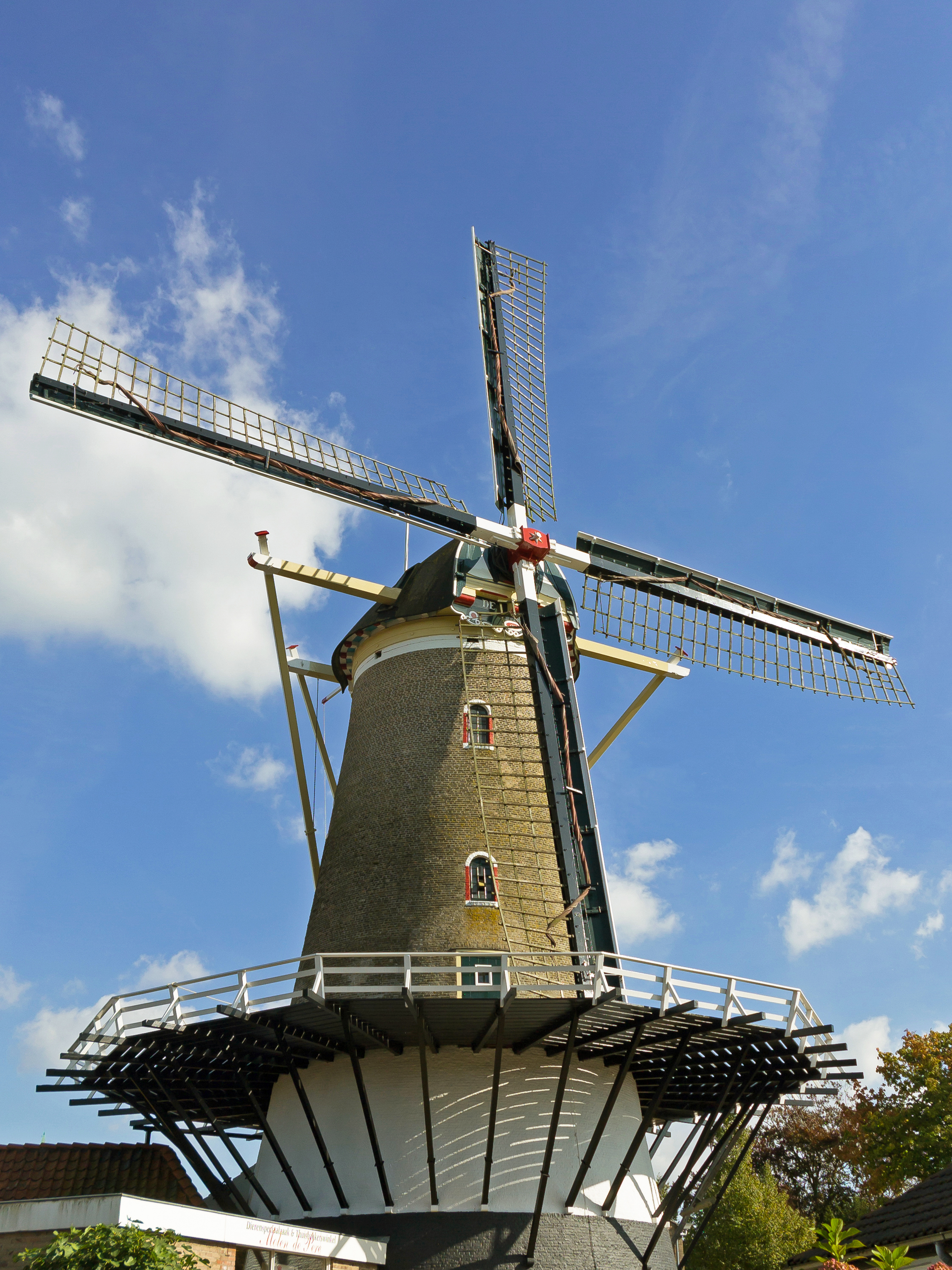
Mühle: korenmolen De Pere

Oost-Souburg (seeländisch Oôst-Soeburg) ist ein Ort zwischen Middelburg und Vlissingen in der niederländischen Provinz Zeeland. Oost-Souburg, von 1814 bis 1834 eine unabhängige Gemeinde, wurde 1834 mit West-Souburg, von dem es durch den Kanal durch Walcheren getrennt ist, zur Gemeinde Oost- en West-Souburg zusammengefügt, die 1966 nach Vlissingen eingemeindet wurde.

## Geschichte
Der frühere Ortsname Sutburgh verweist auf die südliche Wallburg der Insel Walcheren in karolingischer Zeit.
Deren Lage im 9. Jahrhundert ist heute im Ortsbild als zentrale große runde Freifläche erkennbar. Der Ringwall wurde in den achtziger Jahren des 20. Jahrhunderts wieder neu errichtet.
Während der Reformation wurde die ehemalige Wallfahrtskirche aus dem 15. Jahrhundert 1572 schwer beschädigt und 1605 wieder aufgebaut.

## Sehenswürdigkeiten

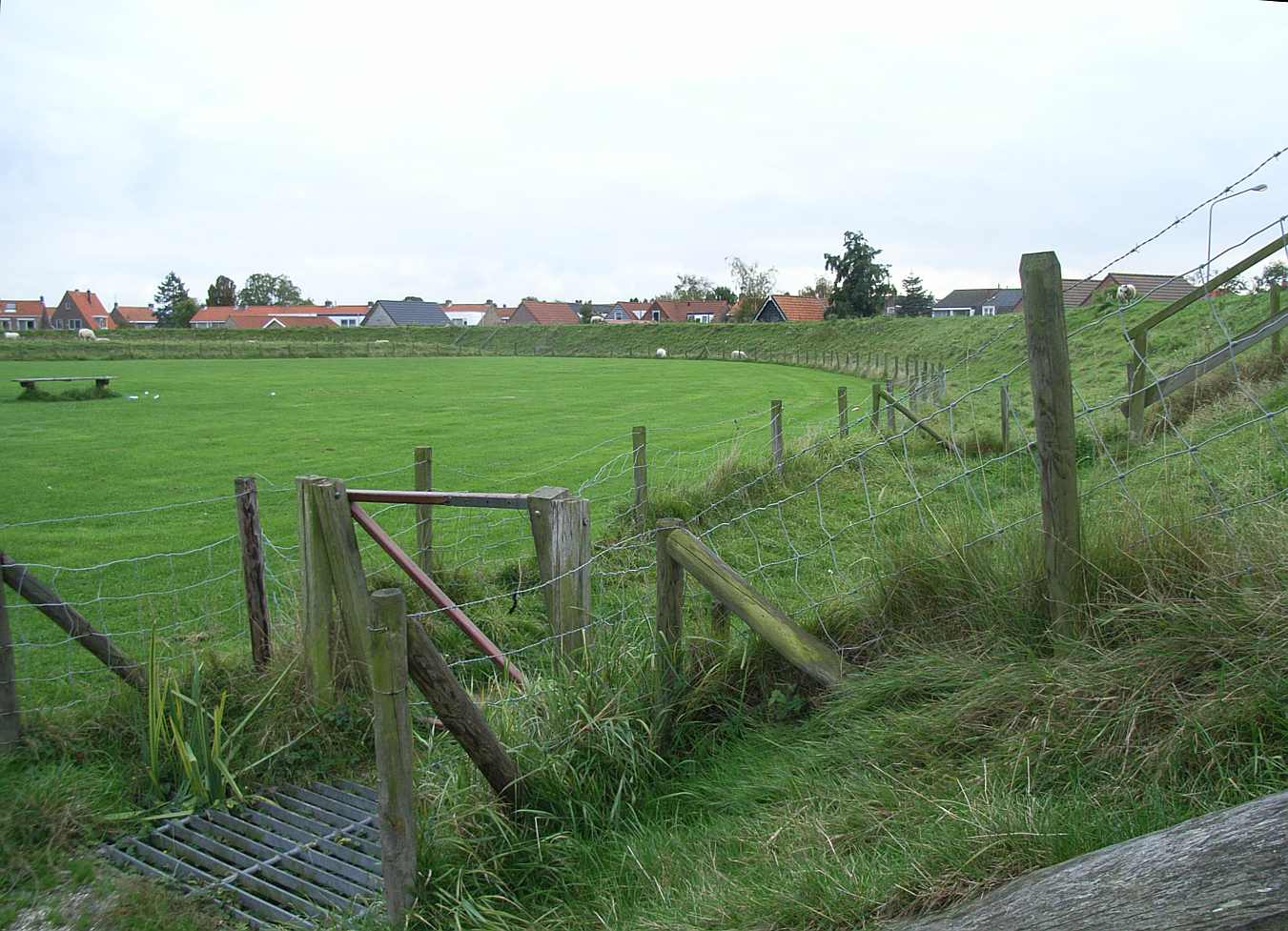
Das Innere der Ringwallanlage

- spätgotische Evangelische Pfarrkirche Open Haven
- Frühmittelalterliche Ringwallanlage im Ortszentrum
- Windmühle

## Verkehr und Infrastruktur
Der Bahnhof Vlissingen Souburg liegt am Kanal in der Nähe der Drehbrücke Souburg.

## Persönlichkeiten
- Danny Blind (* 1961), ehemaliger Fußballspieler und heutiger Fußballtrainer
- die Zwillinge Dennis de Nooijer und Gérard de Nooijer (* 1969), ehemalige Fußballspieler und heutige Fußballtrainer